# Пирамида-1
«Пирами́да-1» — историко-документальная книга «об узбекском уголовном деле, в ходе которого к уголовной ответственности было привлечено практически всё высшее руководство Узбекской ССР».
Один из авторов (Т. Гдлян) с андроповского периода возглавлял самую большую в истории следственную бригаду, другой (Е. Додолев) работал «под прикрытием».

## История

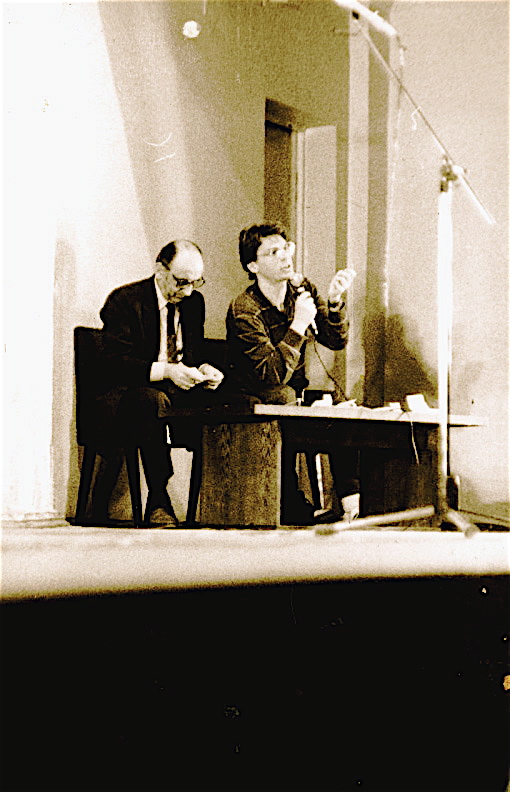
Авторы на творческом вечере в Останкино (осень 1990 г.)

После серии интервью газеты El País (весной 1988 года) глава московского бюро этого испанского издания Пилар Боннет предложила ведущему телепрограммы «Взгляд» Евгению Додолеву написать книгу о Галине Брежневой и «Деле Чурбанова».
Журналист делегировал это предложение Тельману Гдляну, главе следственной бригады Генпрокуратуры СССР, занимавшейся т. н. «узбекским делом», фигурантами которого были родственники бывшего генсека СССР Брежнева.
Будучи сотрудником советского силового ведомства, следователь не пожелал вступать в каку-либо коммуникацию с иностранными издателями, но в качестве альтернативы родилась идея создания публицистического сериала из трёх книг под условным названием «Кремльгейт».
Из газетной публикации 1990 года:

«Избавьте меня от друзей, а с врагами я и сам справлюсь»: Те, кто должен был поддержать Гдляна и его группу, оказались не на высоте, а говоря попросту — слабаками. И он вынужден был, во первых, обратиться за поддержкой к руководству партии, а во-вторых, воспользоваться неожиданным для следователя оружием — печатным словом. Затем о трудностях, с которыми столкнулось следствие, было сказано и на XIX партконференции.

### Цензура
Первая из книг трилогии была в течение семи месяцев подготовлена к выпуску издательством «Юридическая литература» весной 1989 года, однако партийные органы категорически воспрепятствовали выходу разоблачений. Вот как об этом вспоминает Эдуард Тополь в своём «Московском полёте»:

Читатели «Tokyo Readers Digest», куда я напишу об этой беседе, знают, что следователи Гдлян и Иванов обвинили Лигачёва во взяточничестве, — про это писали все газеты мира. И всем интересно, что будет дальше. Гдлян открыл нижний ящик своего стола и вытащил какую-то толстую — страниц на 300 — книгу в новеньком тёмно-синем переплёте, протянул мне. Я открыл обложку, на титульном листе значилось:

Тельман Гдлян и Евгений Додолев — ПИРАМИДА-1. Издательство «Юридическая литература», Москва, 1989. (ISBN 5-7260-0193-1)

— Это материалы нашего «узбекского» дела. Уже написана «Пирамида-2» — московская, и должна быть «Пирамида-3» — кремлёвская. Евгений Додолев — мой соавтор, член Союза журналистов СССР.

— Я его знаю, я работал с ним когда-то в «Комсомольской правде». Вы можете подарить мне эту книгу?

— К сожалению, не могу. Это единственный экземпляр. Книгу запретили, весь набор рассыпали, издательство расторгает с нами договор.

Чувствуя, что я упускаю из рук сенсационный материал, я со вздохом отдал ему книгу…— Библиотека для всех: Тополь Эдуард. Московский полет
Через год соавторский труд со значительными купюрами выпустило в свет издательство АПС. Книга стала раритетом, и даже не все члены следственной группы держали её в руках.
Эксперты отмечали, что 

ценное в этой книжке — это, собственно, не столько описания конкретных взяток, хищений или прочих «должностных правонарушений», сколько описание самой системы, которая начиналась внизу, с разнородных «мелких сошек» и заканчивалась на самом верху — аж в Москве!

## Сюжет

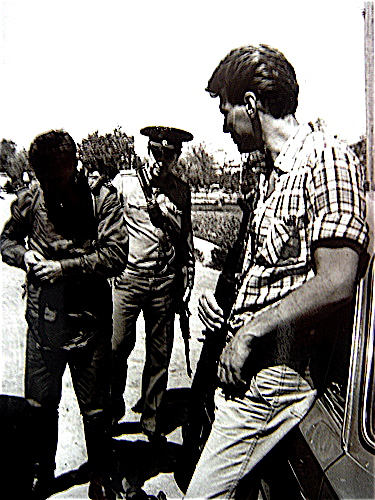
Додолев с «Калашниковым» во время одного из оперативных мероприятий в Узбекистане

Фабула практически дублирует канву самого следствия. Рассказ строится в ретроспективно-кинематографической манере.
Образов — в хрестоматийном понимания этого литературного термина — в книге почти нет. Даже когда речь идет о таких колоритных фигурах, как Галина Брежнева и её приятель, бывший актер театра «Ромэн» Борис Буряца.
Стилю свойственны строгая фактура и минимализм. Язык изложения нарочито суховат, так как по замыслу соавторов «протокольность» должна была акцентировать документальную основу повествования. Некоторые главы написаны в подчеркнуто репортажной стилистике, другие — в жанре газетного очерка.
Самоубийство партийного работника, лёгшее в основу одной из глав книги, упоминается в рукописи журналиста Сергея Плеханова «Дело Гдляна. Анатомия политического скандала», где методы следствия критиковались жестко:

В марте 1985 года следственная группа во главе со своим руководителем прибыла в Хорезмскую область, чтобы «взять» Гаипова в собственном доме. Обстоятельства смерти почтенного орденоносца описаны Е.Додолевым, особо приближённым к особе Гдляна: "И вот уже битый час сидели необычные гости из следственной группы Прокуратуры СССР (представились они, кстати, работниками республиканской прокуратуры, благо южное солнце их уже надежно высмуглило да и языком овладели за годы работы здесь вполне сносно) в «ханском дворце», пили отборный зелёный чай и вели неторопливую беседу с Гаиповыми… Услышав крик из спальни, находившиеся в гостиной бросились туда. Увы, они опоздали: до того, как удалось вырвать восточный кинжал из окровавленной руки Гаипова, тот успел исполосовать своё привыкшее к холе тело. «Уходите», — хрипел умирающий. «Вы виновны!» — кричали жена и дочь.

## Оформление
Очень много цветных и ч/б иллюстраций: материалы следствия (рассекреченный архив Генеральной прокуратуры СССР, протоколы допросов, криминалистическая съемка), отчеты командировок журналиста Додолева (его фото-партнёром по работе в следственной группе был репортер Сергей Ветров).
Были использованы фотографии и документы т. н. оперативно-розыскного дела, что послужило поводом для упрёков соавторов в злоупотреблении служебным положением.

## Издание
Книга была сдана в набор 20 марта 1989 года, а подписана в печать лишь 27 сентября 1990 года.
Первый тираж 100 000 экземпляров. Александр Политковский анонсировал выход книги в передаче «Взгляд».
Трижды переиздавалась (1990, 1990, 1991). Переведена на английский, итальянский и корейский языки.
Первое издание:
- Гдлян Т. Х., Додолев Е. Ю. Пирамида—1 / Ред. и авт. предисл. С. М. Артюхов; Авторы фото: В. Бондаренко, С. Ветров, Ф. Гринберг, Л. Шерстинников. — М.: АПС, 1990. — 240, [64] с. — 100 000 экз.

## Пиратские публикации
Кронид Любарский в своём журнале «Страна и мир» (майско-июньский номер 3, 1989 год) опубликовал фрагменты книги под названием «Пирамида». В следующем выпуске было напечатано продолжение.
Пиратские публикации приостановлены были лишь после официального телефакса авторов и заверения Юлиана Семёнова о его готовности подключить общих знакомых из русской диаспоры Мюнхена для подготовки судебного иска.

## Экранизация
Вскоре «Пирамида-1» была экранизирована под названием «Пирамида»  на «Ленфильме» (1991).
Роль неподкупного следователя (прототип Гдляна) сыграл Петр Вельяминов, а Алла Ларионова исполнила роль жены высокопоставленного коррупционера.
Как вспоминал Юрий Лучинский, лента снималась на спонсорские средства влиятельных кемеровских углепромышленников; по его словам, проект не носил коммерческого характера, финансировался поклонниками борцов с партийной коррупцией.
В Кузбасс на летнюю презентацию фильма приехало несколько бывших следователей из команды Гдляна (включая его соратника, соруководителя следственной бригады Генпрокуратуры СССР, следователя по особо важным делам при Генеральном прокуроре СССР Николая Иванова) и значительная часть творческой группы.
В Москве и Ленинграде лента была запрещена местными властями. Копии были реквизированы правоохранительными органами.